# گرایش‌یابی چرخشی
گرایش‌یابی چرخشی (انگلیسی: Cyclovergence) به نوعی حرکت چرخشی چشم‌ها گفته می‌شود که در آن هر چشم به‌طور هماهنگ ولی در جهت مخالف نسبت به محور بینایی‌اش می‌چرخد. این حرکت زمانی رخ می‌دهد که سر یا تصویر کمی بچرخد، و چشم‌ها برای حفظ هم‌راستایی دید، به‌صورت مخالف (یکی ساعت‌گرد و دیگری پادساعت‌گرد) می‌چرخند.

## گرایش‌یابی چرخشی و همسوچرخی طبیعی
چرخش‌های همسو (یعنی در یک جهت) چشمان را «همسوچرخی» (Cycloversion) می‌نامند. این چرخش‌ها عمدتاً به دلیل قانون لیستینگ رخ می‌دهند، قانونی که در شرایط عادی حرکت چرخشی چشم را در ارتباط با حرکات عمودی و افقی محدود می‌کند.

## گرایش‌یابی چرخشی ناشی از تحریک بینایی
با این حال، قانون لیستینگ همهٔ چرخش‌های چرخشی را توجیه نمی‌کند. به‌ویژه در حضور ناهم‌ترازی چرخشی (cyclodisparity) (یعنی زمانی که دو تصویر طوری ارائه می‌شوند که برای هم‌جوشی بینایی نیاز به چرخش نسبت به یکدیگر دارند)، چشمان وارد گرایش‌یابی چرخشی می‌شوند و در جهت‌های مخالف حول محور نگاه خود می‌چرخند تا به‌عنوان واکنشی حرکتی به ناهم‌ترازی چرخشی پاسخ دهند.
چنین گرایش‌یابی چرخشی ناشی از تحریک بینایی به‌نظر می‌رسد بر روی همسوچرخی ناشی از قانون لیستینگ اصل برهم‌نهی یابد.
گرایش‌یابی چرخشی ناشی از تحریک بینایی تا حدود ۸ درجه در افراد سالم مشاهده شده است. با در نظر گرفتن ۸ درجه‌ای که معمولاً به‌طور حسی جبران می‌شود، این بدان معناست که یک ناظر انسانی سالم می‌تواند در حضور ناهم‌ترازی چرخشی (که در مورد تصویر خطی به آن اختلاف در جهت‌گیری نیز می‌گویند) تا حدود ۱۶ درجه، هم‌جوشی تصویری دوچشمی را حفظ کند. ناهم‌ترازی‌های بزرگ‌تر معمولاً منجر به دوبینی می‌شوند. نشان داده شده که تحمل دید برجسته انسانی نسبت به ناهم‌ترازی چرخشی خطوط، برای خطوط عمودی بیشتر از خطوط افقی است.
هنگامی که ناهم‌ترازی چرخشی به صفر کاهش یابد، اثر گرایش‌یابی چرخشی نیز فروکش می‌کند. این اثر همچنین در تاریکی کاهش می‌یابد، با این حال آزمایش‌ها نشان می‌دهند که در این شرایط، گرایش‌یابی چرخشی بلافاصله به‌طور کامل از بین نمی‌رود.
گرایش‌یابی چرخشی همچنین می‌تواند از طریق ناهم‌ترازی چرخشی میدان بینایی تحریک شود. این ناهم‌ترازی را می‌توان با استفاده از منشور داو ایجاد کرد. در اینجا از این واقعیت استفاده می‌شود که یک جفت منشور داو، در صورتی که یکی پس از دیگری با جابه‌جایی زاویه‌ای نصب شوند، تصویر را به‌طور نوری می‌چرخانند. برعکس، می‌توان دامنهٔ هم‌جوشی چرخشی مبتنی بر گرایش‌یابی چرخشی را با استفاده از منشورهای داوی که میدان دید را فعالانه می‌چرخانند، تمرین داد: «بیمار روی هدف خط عمودی تمرکز می‌کند و منشور داو در جهتی چرخانده می‌شود که عملکرد ماهیچهٔ ناکارآمد را افزایش دهد، در حالی که هم‌جوشی حفظ می‌شود.»
چرخش چرخشی چشم‌ها معمولاً به‌صورت ارادی قابل انجام نیست؛ با این حال، پس از تمرین طولانی‌مدت ممکن می‌شود. این توانایی برای نخستین‌بار در سال ۱۹۷۸ نشان داده شد.

## اندازه‌گیری
مدت‌هاست که مشخص شده سامانهٔ بینایی انسان ناهماهنگی‌های چرخشی را به‌گونه‌ای جبران می‌کند که هم‌جوشی چرخشی و در نتیجه دید استریوسکوپیک حاصل شود. از زمان مطرح شدن این موضوع در سال ۱۸۹۱، بر سر این موضوع توافق وجود دارد. با این حال، سازوکار این جبران برای مدت طولانی نامشخص بود: بسیاری تصور می‌کردند که هم‌جوشی چرخشی تنها ناشی از پردازش سطح بالای تصاویر بینایی است، در حالی که برخی دیگر به واکنش حرکتی گرایش‌یابی چرخشی معتقد بودند. در سال ۱۹۷۵، گرایش‌یابی چرخشی حرکتی برای نخستین‌بار با روش‌های عکاسی نشان داده شد.
گرایش‌یابی چرخشی و به‌طور کلی وضعیت‌های چرخشی چشم را می‌توان با استفاده از سیم‌پیچ‌های اسکلرال یا بینایی‌نگاری ویدیویی اندازه‌گیری کرد. همچنین وضعیت‌های چرخشی را می‌توان با استفاده از چرخش‌سنجی بستر چشم یا «سیکلومتری فوندوس» (fundus cyclometry) اندازه‌گیری کرد، که بر پایهٔ افتالموسکوپی لیزری روبشی فروسرخ است.
دربارهٔ اینکه آیا گرایش‌یابی چرخشی را می‌توان به‌صورت ذهنی اندازه‌گیری کرد (یعنی از طریق ارزیابی خود فرد در مورد اینکه آیا خطوط در دو چشم با زاویه دیده می‌شوند)، نظرات متناقضی بیان شده است. شواهد اخیر مبتنی بر تحلیل هوروپتر تجربی نشان می‌دهند که برآوردهای ذهنی از گرایش‌یابی چرخشی زمانی دقیق‌ترند که با خطوط افقی در چپ و راست گوده مرکزی انجام شوند، نه خطوط عمودی بالا و پایین آن که تحت‌تأثیر نگاشت برشی نقاط متناظر شبکیه قرار می‌گیرند.